# SSR1
SSR1‏ (Signal sequence receptor subunit 1) هوَ بروتين يُشَفر بواسطة جين SSR1 في الإنسان.